# Нукша, Мартиньш Аугуст
Мартиньш Аугуст Нукша (латыш. Mārtiņš Augusts Nukša; 29 сентября 1878, Лифляндская губерния, Российская империя — 17 мая 1942, Соликамск, СССР) — латвийский архитектор, политик и дипломат.

## Биография
В 1900 году окончил реальное училище им. Петра I в Риге. В 1900—1908 годах изучал архитектуру в Рижском политехническом институте, по окончании учёбы основал собственную архитектурную фирму в Риге. Также изучал право за рубежом. За время работы архитектором спроектировал около 20 многоэтажных жилых домов в Риге, большинство из которых выполнены в стиле модерн. Во время Первой мировой войны работал в Северном железнодорожном управлении в Москве (1915). В 1916—1918 годах был главным городским архитектором Севастополя. В 1919 году эмигрировал во Францию, где был назначен помощником городского архитектора Марселя. Занимался проектированием марсельского городского оперного театра.
После провозглашения независимости Латвийской Республики — на дипломатической работе. В 1920—1921 годах назначен секретарём, а позже советником посольства Латвии во Франции. Участвовал в январе 1921 года в переговорах с Высшим советом Антанты в Париже о признании Латвии и Эстонии субъектами международного права.
С августа 1921 года — Чрезвычайный и Полномочный Посол Латвии в Польше (1921—1930), а затем в Румынии (1922) и Австрии (1925). С марта 1930 года — Чрезвычайный и Полномочный Посол Латвии в Швеции, Дании и Норвегии, а с августа 1933 года — в Чехословакии и Югославии.
После Мюнхенского соглашения и раздела Чехословакии вернулся в Латвию и в мае 1939 года был назначен генеральным секретарём Министерства иностранных дел.
После ввода советских войск в Латвию в октябре 1940 года М. Нукша был уволен с работы, с января 1941 года работал архитектором в Проектном тресте Народного комиссариата коммунальных услуг Латвийской ССР.
В ходе депортации из Латвии в июне 1941 года был арестован и направлен в Соликамский лагерь НКВД, где после допроса в марте 1942 года был обвинён в принадлежности к буржуазно-кулацкой партии «Союз фермеров», поддержке установления конституционной монархии, антисоветской агитации.
Расстрелян 17 мая 1942 года. Реабилитирован посмертно в 1988 году.

## Награды
- Орден Трёх звёзд
- Орден Святого Олафа
- Орден Возрождения Польши
- Орден Короны Румынии
- Орден Полярной звезды

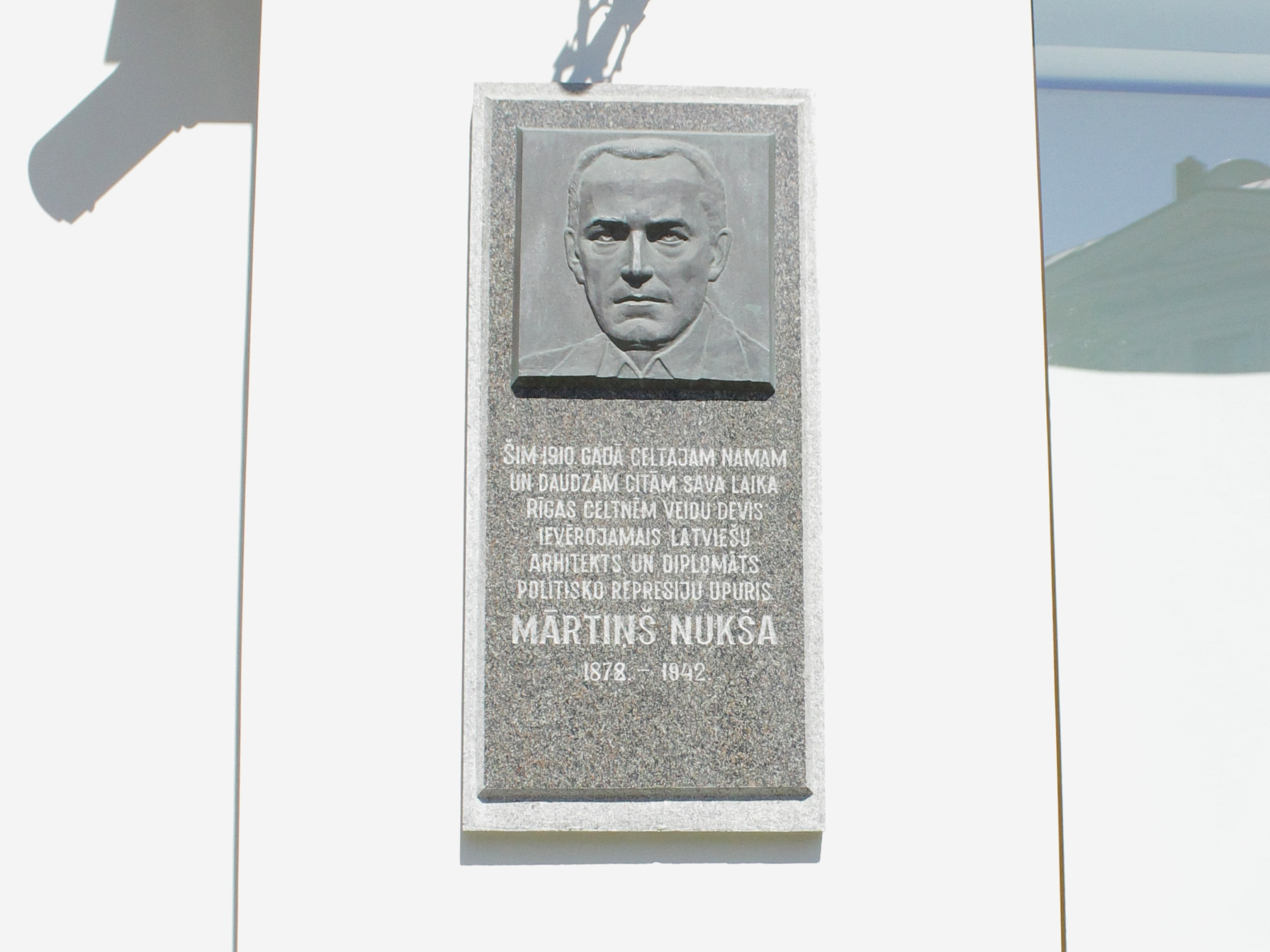
Мемориальная доска М. Нукше в Риге
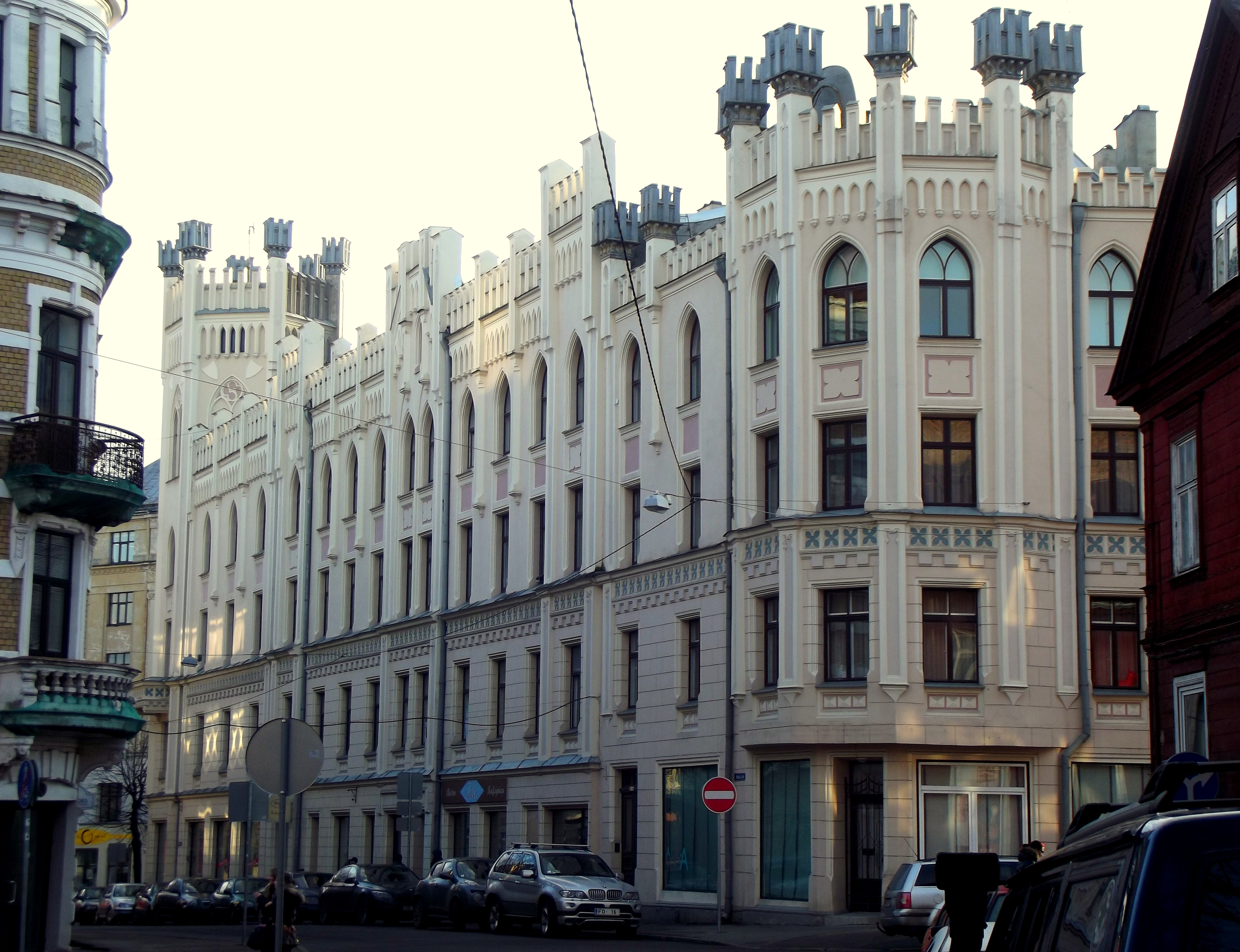
Один из домов, спроектированных М. Нукшей (Рига, ул. Межа, 4а)